# Zephyrhills North
Zephyrhills North är en så kallad census-designated place i Pasco County i Florida. Vid 2020 års folkräkning hade Zephyrhills North 2 663 invånare.